# ラ・グアイラ
ラ・グアイラ（スペイン語: La Guaira (スペイン語: [la ˈɣwajɾa] ( 音声ファイル))）は、ベネズエラ中北部、ラ・グアイラ州バルガス市にある港湾都市で、同州の州都である。また同市を構成する行政教区であり、教区の人口は20,309人（2019年推定）。

## 歴史
スペイン人が南アメリカに到達した頃、ウアイラというインディオの集落があった。1577年にディエゴ・デ・オソリオがウアイラのあった地にサン・ペドロ・デ・ラ・グアイラ (スペイン語: San Pedro de La Guaira) の名で町を建設した。スペイン植民地時代、約13キロメートル離れたカラカスの発展とともにラ・グアイラもその外港として発展し、重要性も増した。
カラカスとの間にはアビラ山が聳え立つ。古くはスペイン人王道という山越えの道が用いられ、後にタカグア沢の谷を回る幹線道路として、高架とトンネルを多用するカラカス＝ラ・グアイラ街道がつけられた。19世紀に鉄道が敷かれたこともあったが、廃止されて今は存在しない。

### 出典

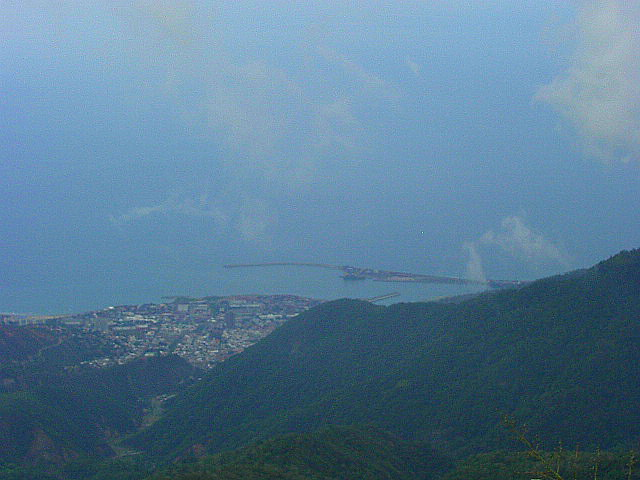
アビラ山から（2004年9月）